# Ascidia polytrema
Ascidia polytrema är en sjöpungsart som beskrevs av Sluiter 1904. Ascidia polytrema ingår i släktet Ascidia och familjen Ascidiidae. Inga underarter finns listade i Catalogue of Life.